# Odpadnik (film)
Odpadnik je slovenski dramski triler iz leta 1988 v režiji in po scenariju Boža Šprajca. Inovator Ota Kerna se spre z vodilnimi delavci v tovarni, zaradi česar je tudi zaradi svoje trme napoten v psihiatrično bolnico.

## Igralci
- Ivo Ban kot Oto Kern
- Danilo Benedičič
- Maja Boh
- Savina Geršak kot Ema
- Teja Glažar kot Liza Repar
- Marjan Hlastec
- Janez Hočevar - Rifle kot Hugo Repar
- Željko Hrs
- Boris Juh
- Roman Končar
- Gojmir Lešnjak kot Vili
- Zvezdana Mlakar
- Mihaela Novak Mahnič
- Saša Pavček kot Nina
- Lučka Počkaj
- Radko Polič kot Silvo Hren
- Darja Reichman
- Ivan Rupnik
- Igor Samobor
- Janez Starina
- Josif Tatić
- Matjaž Tribušon kot Luka Kern
- Alenka Vipotnik kot Vida Kern

## Izdaje na nosilcih
- Odpadnik. videokaseta. Ljubljana : Andromeda, 1996